# Iizuka (personaggio)
Iizuka (飯塚?) è un personaggio fittizio tratto dal manga e dall'anime di Nobuhiro Watsuki Kenshin samurai vagabondo.

## Storia
Iizuka era il supervisore di Kenshin quando questi iniziò il suo lavoro come assassino ombra per il clan dei Choshu. Al loro primo incontro si accertò subito delle condizioni del ragazzo, chiedendogli se si sentiva male, se voleva vomitare. La risposta negativa di Kenshin fece stupire Iizuka, che ripulì il luogo del delitto e raccomandò il giovane direttamente a Kogoro Katsura. Col passare del tempo Iizuka rimane sempre più ammaliato dalle gesta di Kenshin - ora soprannominato Battosai - ma allo stesso tempo lo spia e ne segue ogni mossa.
Dopo che Kenshin porta a casa Tomoe Yukishiro, Iizuka scherza sul fatto che finalmente Kenshin abbia una donna (provocandone l'ira), ma nel frattempo compie ricerche sul suo conto per poi riferirne i risultati a Katsura a Katagai, i quali credono che la talpa all'interno del clan possa essere proprio la ragazza.
In seguito all'incendio di Kyoto, Himura e Tomoe sono costretti a lasciare la città e a rifugiarsi in periferia, con Iizuka che fa loro da tramite. Egli si recava una volta a settimana a casa di Kenshin per aggiornarlo sugli sviluppi, ma celava il tutto portando delle erbe medicinali da vendere per non creare sospetti. Tutto ciò però causa dei disagi a Kenshin, poiché a Tomoe la figura di Iizuka piace molto poco.
Un giorno, però, Katagai vede Iizuka in città e decide di seguirlo e questi lo porta nel covo degli Yaminobu, un gruppo di guerrieri fedeli allo Shogunato. Katakai capisce allora che Iizuka è il traditore all'interno dei Choshu, ma non fa in tempo ad allontanarsi che viene scoperto e ucciso. Così ad Iizuka viene ordinato di dire a Battosai che la spia è Tomoe e che perciò deve ucciderla. Fatto ciò Iizuka termina il proprio lavoro e riceve i ryō promessigli dagli Yominobu e tenta di lasciare la città; tuttavia Katsura viene a sapere che il traditore dei Choshu è appunto Iizuka e gli invia contro un nuovo assassino ombra, Makoto Shishio, che affronta un disperato Iizuka che muore dopo il primo fendente della Mugenjin.
Alla fine, dopo la morte di Tomoe, Kenshin incontra Katsura, il quale gli dice che la talpa è stata uccisa, ma non rivela che si trattava di Iizuka.